# Cala Agulla
Cala Agulla és una platja que es troba a Capdepera, comarca del Llevant (Mallorca), i que conjuntament amb cala Moltó i cala Mesquida van ser declarades l'any 1991 àrea natural d'especial interès pel Parlament de les Illes Balears.